# 全米ヨガアライアンス
全米ヨガアライアンス は、米国に本拠を置く、ヨガ 指導者のための 非営利 の会員制業界専門家団体である。  本部所在地は バージニア州アーリントン。
Registered Yoga Teacher（RYT） とは、登録ヨガスクール（Registered Yoga School、以下RYS）で一定基準のヨガ指導者トレーニングを受けたヨガ講師を示す米国での称号で、ヨガアライアンスによって200時間、300時間、500時間のレベルが設定されている。現在、登録の基準を満たしたヨガ指導者は9万人を超えている。
ヨガアライアンスは、この登録は任意の適正証明システムであるとしている。講師登録は資格認定ではなく、指導経験に関するヨガアライアンスの要件を満たし、登録ヨガスクール（Registered Yoga School）でトレーニングを修了した講師のリストである。

## 概要

### RYS 200
ヨガアライアンスは2021年以降、基本的な登録ヨガスクール200時間指導資格（RYS200）の昇格基準を定めた。
コアカリキュラムとして75時間のアーサナ、 プラーナーヤーマ 、 サトルボディ、 瞑想の技術と実践。30時間の 解剖学 生理学、 バイオメカニクス （うち20時間はオンライン可）。30時間のヨガの歴史、 ヨガの哲学、ヨガの倫理 (ヨーガスートラなどに基づく)などのヨガ人文学。50時間の指導法、専門的訓練, 指導実践 ("プラクティカム")を含む専門技術。

### 倫理的コミットメント
ヨガアライアンスでは、技術的な基準に加え、行動規範、実践、ヨガの公平性へのコミットメントからなる「倫理的コミットメント」を公表している。全てのメンバーにこのコミットメントの遵守がもとめられる。行動規範では、トレーニングプログラムやクラスでの振る舞い、適切な生徒と教師の関係、同意のある場合のみ触れること、誠実であることなどについて述べている。実践においては、指導と助言を含むヨガ教師の役割を定めている。ヨガの公平性では、ヨガの実践とその周辺に存在する不公平に注意を向け、それらを改善することを目的とする。